# Чиснэдие
Чиснэдие (рум. Cisnădie, нем. Heltau, венг. Nagydisznód) — город в центральной части Румынии, в жудеце Сибиу, в исторической области Трансильвания.

## История
Первое письменное упоминание населённого пункта относится к 1204 году.

## География
Расположен в предгорьях Южных Карпат, примерно в 10 км к югу от города Сибиу, на высоте 471 м над уровнем моря.

## Население
Население города, по данным переписи 2011 года, составляет 14 282 человека. По данным переписи 2002 года, оно насчитывало 15 648 человек. 90,49 % населения составляют румыны, 1,51 % — немцы.

## Города-побратимы
- Шато-Тьерри, Франция
- Фильсхофен-на-Дунае, Германия
- Вернигероде, Германия

## Галерея

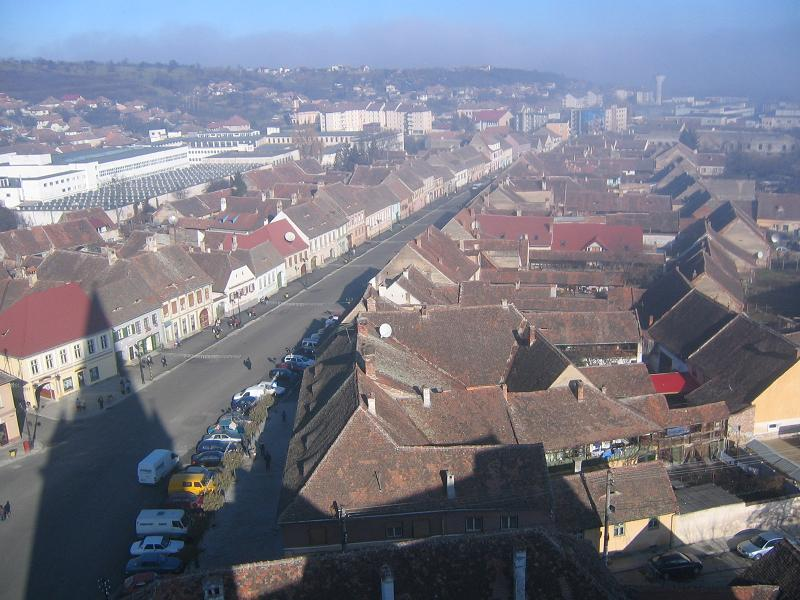
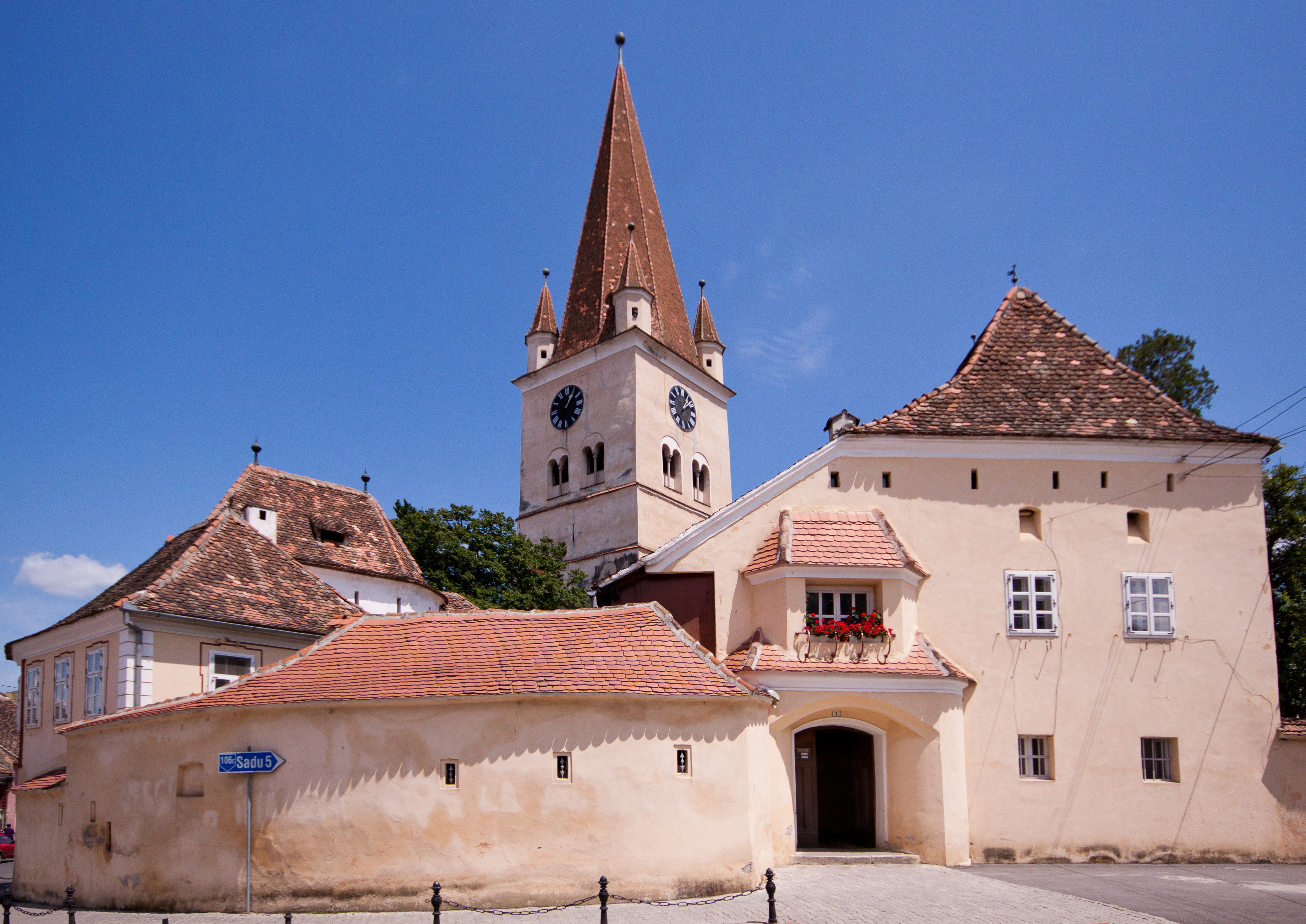